# László Herczog
Dans le nom hongrois Herczog László, le nom de famille précède le prénom, mais cet article utilise l’ordre habituel en français László Herczog, où le prénom précède le nom.
László Herczog, né le 24 octobre 1949 à Budapest, est un homme politique et économiste hongrois.
Dans le gouvernement Bajnai, il est ministre du Travail et des Affaires sociales, ministre sans étiquette. Il occupe ce poste du 14 avril 2009 au 29 mai 2010.